# Clermont Foot 63 2019-2020
Questa voce raccoglie le informazioni riguardanti il Clermont Foot 63 nelle competizioni ufficiali della stagione 2019-2020.

## Rosa
| N. |                            | Ruolo | Calciatore               |
| -- | -------------------------- | ----- | ------------------------ |
| 1  | Francia (bandiera)         | P     | Maxime Dupé              |
| 4  | Benin (bandiera)           | D     | Cédric Hountondji        |
| 5  | Francia (bandiera)         | D     | Till Cissokho            |
| 6  | Francia (bandiera)         | C     | Jason Berthomier         |
| 7  | Francia (bandiera)         | C     | Yohann Magnin            |
| 8  | Francia (bandiera)         | C     | Lorenzo Rajot            |
| 9  | Austria (bandiera)         | A     | Adrian Grbić             |
| 10 | Uruguay (bandiera)         | C     | Jonathan Iglesias        |
| 11 | Francia (bandiera)         | C     | Alassane N'Diaye         |
| 12 | RD del Congo (bandiera)    | D     | Vital Nsimba             |
| 15 | Spagna (bandiera)          | A     | Mario González Gutiérrez |
| 17 | Guyana francese (bandiera) | D     | Josué Albert             |
| 18 | Gabon (bandiera)           | A     | Jim Allevinah            |
| 19 | Algeria (bandiera)         | D     | Akim Zedadka             |

| N. |                          | Ruolo | Calciatore        |
| -- | ------------------------ | ----- | ----------------- |
| 20 | Ghana (bandiera)         | C     | Salis Abdul Samed |
| 21 | Francia (bandiera)       | D     | Florent Ogier     |
| 22 | Francia (bandiera)       | D     | Driss Trichard    |
| 23 | Francia (bandiera)       | D     | Jérôme Phojo      |
| 25 | Francia (bandiera)       | C     | Johan Gastien     |
| 26 | Madagascar (bandiera)    | A     | Julio Donisa      |
| 27 | Capo Verde (bandiera)    | A     | Bryan Teixeira    |
| 28 | Guinea-Bissau (bandiera) | A     | David Gomis       |
| 29 | Francia (bandiera)       | C     | Naël Jaby         |
| 30 | Algeria (bandiera)       | P     | Mehdi Jeannin     |
| 32 | Francia (bandiera)       | D     | Lassana Diako     |
| 34 | Belgio (bandiera)        | C     | Brandon Baiye     |
| 35 | Francia (bandiera)       | A     | Sofyan Chader     |
| 40 | Francia (bandiera)       | P     | Ouparine Djoco    |

## Risultati

### Ligue 2
| Arbitro: | Mehdi Mokhtari |

|                                                              |           |  |
| Alassane N'Diaye 8’ Adrian Grbic 54’ Adrian Grbic 83’ (rig.) | Marcatori |  |

| Arbitro: | Benjamin Lepaysant |

|                    |           |                                   |
| Yoann Touzghar 15’ | Marcatori | 49’ David Gomis 77’ Florent Ogier |

| Arbitro: | Pierre Gaillouste |

|                         |           |                          |
| Adrian Grbic 60’ (rig.) | Marcatori | 88’ (rig.) Tony Mauricio |

| Arbitro: | Thierry Bouille |

|  |           |                  |
|  | Marcatori | 24’ Adrian Grbic |

| Arbitro: | Bastien Dechepy |

|                         |           |                  |
| Adrian Grbic 21’ (rig.) | Marcatori | 76’ Yanis Merdji |

| Arbitro: | Gaël Angoula |

|                     |           |  |
| Teddy Chevalier 70’ | Marcatori |  |

| Arbitro: | Jérôme Brisard |

|  |           |                                     |
|  | Marcatori | 3’ Yoane Wissa 22’ Sylvain Marveaux |

| Arbitro: | Thierry Bouille |

|  |           |                                    |
|  | Marcatori | 25’ Jim Allevinah 36’ Adrian Grbic |

| Arbitro: | Arnaud Baert |

|                                       |           |                                  |
| Jason Berthomier 14’ Adrian Grbic 27’ | Marcatori | 7’ Saliou Ciss 42’ Makhtar Gueye |

| Arbitro: | Nicolas Rainville |

|                                                                              |           |  |
| Abdoulaye Sané 6’ Gaétan Weissbeck 73’ Abdoulaye Sané 85’ Abdoulaye Sané 89’ | Marcatori |  |

| Arbitro: | Thierry Bouille |

|  |           |                |
|  | Marcatori | 76’ Ugo Bonnet |

| Arbitro: | Pierre Gaillouste |

|                   |           |                                       |
| Nolan Roux 90'+3’ | Marcatori | 22’ Jason Berthomier 29’ Adrian Grbic |

| Arbitro: | Romain Lissorgue |

|  |           |                         |
|  | Marcatori | 4’ Georges Gope-Fenepej |

| Arbitro: | Alexandre Perreau Niel |

|  |           |                   |
|  | Marcatori | 55’ Florent Ogier |

| Arbitro: | Olivier Thual |

|                    |           |                  |
| Jérémy Choplin 32’ | Marcatori | 53’ Adrian Grbic |

| Arbitro: | Bartolomeu Varela |

|                       |           |  |
| Jonathan Iglesias 32’ | Marcatori |  |

| Arbitro: | Mehdi Mokhtari |

|                           |           |                  |
| Driss Trichard 42’ (aut.) | Marcatori | 58’ Adrian Grbic |

| Arbitro: | Gaël Angoula |

|                                  |           |                   |
| David Gomis 20’ Adrian Grbic 54’ | Marcatori | 33’ Tino Kadewere |

| Caen 20 dicembre 2019, ore 20:00 19ª giornata | Caen              | 0 – 0 referto | Clermont Foot | Stadio Michel d'Ornano (9.529 spett.)\| Arbitro: \| Pierre Gaillouste \| |
| Arbitro:                                      | Pierre Gaillouste |               |               |                                                                          |

| Arbitro: | Florent Batta |

|                                                    |           |                                      |
| Adrian Grbic 28’ Adrian Grbic 38’ Adrian Grbic 83’ | Marcatori | 15’ Oualid El Hajjam 87’ Ihsan Sacko |

| Arbitro: | Bastien Dechepy |

|                   |           |                  |
| Corentin Jean 72’ | Marcatori | 55’ Adrian Grbic |

| Arbitro: | Benjamin Lepaysant |

|                                                                   |           |                               |
| Adrian Grbic 49’ (rig.) Jason Berthomier 79’ Jason Berthomier 84’ | Marcatori | 56’ (rig.) Aurélien Scheidler |

| Auxerre 4 febbraio 2020, ore 21:05 23ª giornata | Auxerre      | 0 – 0 referto | Clermont Foot | Stadio Abbé-Deschamps (4.094 spett.)\| Arbitro: \| Arnaud Baert \| |
| Arbitro:                                        | Arnaud Baert |               |               |                                                                    |

| Arbitro: | Pierre Gaillouste |

|                                                               |           |                    |
| Akim Zedadka 31’ Joffrey Cuffaut 33’ (aut.) Yohann Magnin 77’ | Marcatori | 4’ Teddy Chevalier |

| Arbitro: | Mehdi Mokhtari |

|  |           |                              |
|  | Marcatori | 76’ Mario González Gutiérrez |

| Arbitro: | Clément Turpin |

|  |           |                   |
|  | Marcatori | 77’ Cheick Timite |

| Arbitro: | Nicolas Rainville |

|                        |           |                                                           |
| Saliou Ciss 69’ (rig.) | Marcatori | 47’ Mario González Gutiérrez 81’ Mario González Gutiérrez |

| Arbitro: | Bartolomeu Varela |

|                                    |           |  |
| Jim Allevinah 17’ Adrian Grbic 83’ | Marcatori |  |

### Coppa di Francia
| Arbitro: | Ahmed Taleb |

|                 |           |  |
| Léo Fichten 18’ | Marcatori |  |

### Coupe de la Ligue
| Arbitro: | Cédric Dos Santos |

|                             |                      |                 |
| Alassane N'Diaye 22’ (rig.) | Marcatori            | 6’ Alan Dzabana |
|                             | Tiri di rigore 5 – 4 |                 |

| Arbitro: | Benjamin Lepaysant |

|                                             |                      |                                                |
| Florian Sotoca 43’ Walid Mesloub 61’ (rig.) | Marcatori            | 12’ Lorenzo Rajot 48’ Mario González Gutiérrez |
|                                             | Tiri di rigore 7 – 6 |                                                |